# Таков, Михаил
Михаил Атанасов Таков (болг. Михаил Атанасов Таков; род. 9 августа 1960, София) — болгарский боксёр, представитель первой средней весовой категории. Выступал за сборную Болгарии по боксу в период 1979—1986 годов, бронзовый призёр чемпионата мира, обладатель трёх бронзовых медалей чемпионатов Европы, серебряный призёр турнира «Дружба-84», победитель и призёр многих турниров международного значения. Также известен как тренер по боксу.

## Биография
Михаил Таков родился 9 августа 1960 года в Софии, Болгария. Сын известного болгарского боксёра Атанаса Такова, победителя турнира «Странджа» 1957 года. Начинал заниматься боксом в столичном ЦСКА и впоследствии оставался здесь на протяжении всей своей спортивной карьеры.
Впервые заявил о себе в 1979 году, одержав победу на домашнем чемпионате полицейских в Софии. Стал бронзовым призёром международного турнира «Чёрные бриллианты» в Польше.
В 1981 году вошёл в основной состав болгарской национальной сборной и побывал на чемпионате Европы в Тампере, откуда привёз награду бронзового достоинства, выигранную в первой средней весовой категории — на стадии полуфиналов был остановлен советским боксёром Александром Кошкиным. Помимо этого, победил на международном турнире Intercup в ФРГ и выступил на Кубке мира в Монреале, где в четвертьфинале проиграл титулованному кубинцу Армандо Мартинесу.
На чемпионате мира 1982 года в Мюнхене дошёл до полуфинала и получил бронзу, здесь вновь потерпел поражение от Армандо Мартинеса. В этом же сезоне встретился с Мартинесом в финале домашнего международного турнира «Странджа» и снова уступил ему.
В 1983 году был лучшим на турнире «Странджа», выиграл бронзовую медаль на европейском первенстве в Варне, где был побеждён представителем СССР Валерием Лаптевым. Принял участие в матчевой встрече со сборной США, уступив по очкам американскому боксёру Винсенту Булуэру.
Должен был принимать участие в летних Олимпийских играх 1984 года в Лос-Анджелесе, однако Болгария вместе с другими странами социалистического лагеря бойкотировала эти соревнования по политическим причинам. Вместо этого Таков выступил на альтернативном турнире «Дружба-84», где завоевал серебряную медаль в категории до 71 кг, проиграв в решающем финальном поединке кубинцу Анхелю Эспиносе.
В 1985 году одержал победу на международном турнире «Трофео Италия» в Венеции и стал бронзовым призёром чемпионата Европы в Будапеште, где проиграл в полуфинале советскому боксёру Бабкену Саградяну. Добавил в послужной список бронзовую медаль, полученную на чемпионате мира среди военнослужащих в Быдгоще.
Последний раз показывал сколько-нибудь значимые результаты на международной арене в сезоне 1986 года, когда выступил на мировом первенстве в Рино — на сей раз попасть в число призёров не смог, проиграв в четвертьфинале представителю Швеции Лефти Айеду.
Завершив спортивную карьеру, занялся тренерской деятельностью. В 1991 и 2012 годах признавался лучшим тренером Болгарии. С 2013 года занимает должность координатора всех национальных сборных по боксу в стране.